# 1062 w polityce
Wydarzenia polityczne w 1062 roku.

## Wydarzenia
- 27 stycznia Adelajda węgierska, córka Andrzeja I Białego i żona Wratysława II, księcia Czech[1].